# 1. FC Slovácko
1. FC Slovácko este un club de fotbal din Uherské Hradiště, Cehia care evoluează în Gambrinus Liga.